# Cryptops brachyraphe
Cryptops brachyraphe är en mångfotingart som beskrevs av Karl Wilhelm Verhoeff 1934. Cryptops brachyraphe ingår i släktet Cryptops och familjen Cryptopidae. Inga underarter finns listade i Catalogue of Life.